# Ауде-Рейн
Ауде-Рейн (нід. Oude Rijn) чи Старий Рейн — один з рукавів дельти Рейну, через який до середніх віків проходило головне русло цієї річки. Річка розташована у провінції Утрехт, Південна Голландія. Довжина Ауде-Рейну становить 52 км.  
У давнину по річці проходив північний кордон Римської імперії. Як брід через цей рукав Рейну було побудоване місто Утрехт. Також на Ауде-Рейні лежить місто Лейден. Після XVII століття Старий Рейн став практично непридатний для судноплавства.